# Primula kitaibeliana
Espèce
Classification APG III (2009)
Primula kitaibeliana est une espèce de plantes à fleurs de la famille des Primulaceae.